# Tatsiana Klimovich
Tatsiana Klimovich, född 19 januari 1995, är en belarusisk roddare.
Vid olympiska sommarspelen 2020 i Tokyo slutade Klimovich på första plats i C-finalen i singelsculler, vilket var totalt 13:e plats i tävlingen.